# Mortemer (Oise)
Mortemer – miejscowość i gmina we Francji, w regionie Hauts-de-France, w departamencie Oise.
Według danych na rok 1990 gminę zamieszkiwało 155 osób, a gęstość zaludnienia wynosiła 24 osoby/km² (wśród 2293 gmin Pikardii Mortemer plasuje się na 842. miejscu pod względem liczby ludności, natomiast pod względem powierzchni na miejscu 738.).